# 1090-е годы до н. э.
1090-е (ты́сяча девяно́стые) го́ды до на́шей э́ры по пролептическому юлианскому календарю — промежуток времени с 1 января 1099 года до н. э. по 31 декабря 1090 года до н. э., включающий с 1099 по 1091 годы 1-го десятилетия  и 1090 год 2-го десятилетия XI века 2-го тысячелетия до н. э. Им предшествовали 1100-е годы до н. э., за ними следовали 1080-е годы до н. э. Они закончились 3115 лет назад.

## События
- 1090 год до н. э. — прозванный Годом Гиен, во время правления Рамсеса XI произошёл обвал в экономике Египта, что приводит к появлению чёрных копателей. После этого, это был последний год, когда Долину Царей использовали для захоронений.

## Выдающиеся люди
- Император династии Чжоу Вэнь-ван.